# Henryk Jurewicz
Henryk Jurewicz (ur. 1919, zm. ?) – pułkownik Wojska Polskiego.

## Życiorys
Po II wojnie światowej był oficerem ludowego Wojska Polskiego, w 1946 w stopniu kapitana. Sprawował stanowisko dowódcy Wojsk Ochrony Pogranicza od 10 listopada 1955 do 15 listopada 1956.

## Odznaczenia
- Krzyż Srebrny Orderu Virtuti Militari (1946)[2]
- Złota odznaka honorowa „Za Zasługi dla Warszawy” (1965)[3]
- Order Czerwonej Gwiazdy (ZSRR, 1973)[4]